# Mont Garizim
Le mont Garizim ou Gerizim (en hébreu samaritain : Ar-garízim, en arabe : جبل جرزيم Jabal Jarizīm, en hébreu : הַר גְּרִיזִּים Har Gerizzim) est une montagne de Cisjordanie près de Naplouse, dans la région historique de la Samarie. Cette montagne est un lieu saint pour les Samaritains, qui peuvent faire valoir qu'elle est citée plusieurs fois dans la Torah dans sa transcription samaritaine. Le site est situé en zone C, territoire palestinien sous occupation israélienne depuis 1967.

## Géographie

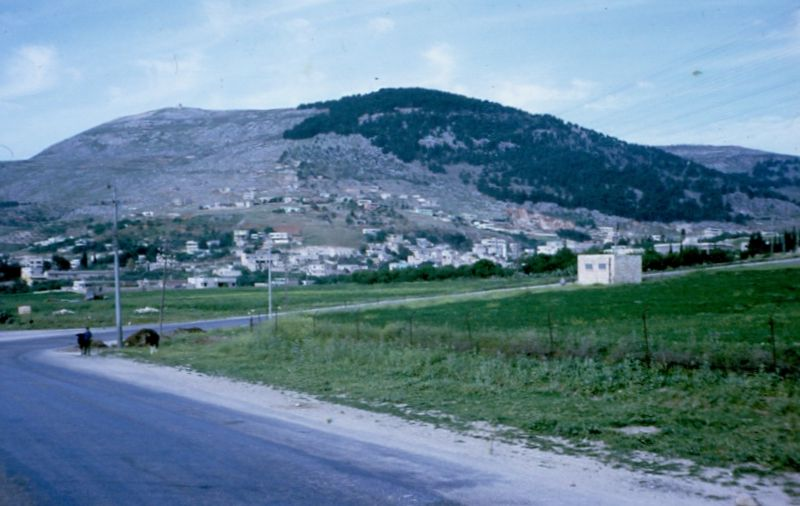
Le mont Garizim au-dessus de Kiryat Luza, octobre 2007.

La hauteur du mont Garizim est de 881 mètres, très abrupte sur son flanc nord et recouverte de broussailles au sommet. C'est une des montagnes les plus élevées de Palestine. À ses pieds jaillit au printemps une source d'eau fraîche.
Plusieurs établissements humains sont situés sur les flancs de la montagne : la ville palestinienne de Naplouse, le camp de réfugiés de Balata, le village de Kiryat Luza (en) (peuplé de Samaritains) et la colonie israélienne Har Brakha.

## Citations bibliques
Deutéronome, 11, 29 - « Et lorsque l'Éternel, ton Dieu, t'aura fait entrer dans le pays dont tu vas prendre possession, tu prononceras la bénédiction sur la montagne de Gerizim, et la malédiction sur la montagne d'Ebal. »
Deutéronome, 27, 12 - « Lorsque vous aurez passé le Jourdain, Siméon, Lévi, Juda, Issacar, Joseph et Benjamin, se tiendront sur le mont Gerizim, pour bénir le peuple. »
Josué, 8, 33 - « Tout Israël, ses anciens, ses officiers et ses juges, se tenaient des deux côtés de l'arche, devant les sacrificateurs, les Lévites, qui portaient l'arche de l'alliance de l'Éternel ; les étrangers comme les enfants d'Israël étaient là, moitié du côté du mont Garizim, moitié du côté du mont Ebal, selon l'ordre qu'avait précédemment donné Moïse, serviteur de l'Éternel, de bénir le peuple d'Israël. »
Juges 9, 7 - « Jotham en fut informé. Il alla se placer sur le sommet de la montagne de Garizim, et voici ce qu'il leur cria à haute voix : Écoutez-moi, habitants de Sichem, et que Dieu vous écoute ! »

## Histoire
Aux alentours de -330 av. J.-C., la population samaritaine a bâti au sommet de la montagne un temple devenu le centre religieux du samaritanisme, à la façon du Temple de Jérusalem pour le judaïsme. Ce temple sera construit un peu avant la conquête d'Alexandre le Grand, ou juste après.
Le temple est alors entouré de fortifications (d'après le Livre des Maccabées). Il sera cependant détruit par le roi hasmonéen Jean Hyrcan Ier au IIe siècle avant l'ère chrétienne (vers 108 av. J.-C.).
Selon les fouilles archéologiques et les sources antiques, un temple dédié à Zeus est construit sur le site à l'époque de l'empereur Hadrien. À partir de sa conversion au christianisme, l'Empire byzantin a tenté de convertir de force les minorités (chrétiens hétérodoxes ou non-chrétiens) à sa version du christianisme. Ainsi, l'empereur Zénon (né en 427 - règne de 474 à sa mort en 491) s'en prend aux Juifs et aux Samaritains. Sous son règne, le temple samaritain est une seconde fois détruit (en 484, semble-t-il), et ce, de façon définitive. Il ne sera jamais reconstruit.
Quand le christianisme est devenu la religion officielle de l'Empire romain en 380, les Samaritains ont été privés d'accès au mont Garizim. Une église, protégée par des remparts, fut construite au sommet. Ce fut l'une des causes de la révolte samaritaine sous la direction de Julianus ben Sabar au VIe siècle, révolte dont la répression sera si terrible que les Samaritains, alors très nombreux dans le nord de Canaan, devinrent une petite population résiduelle.

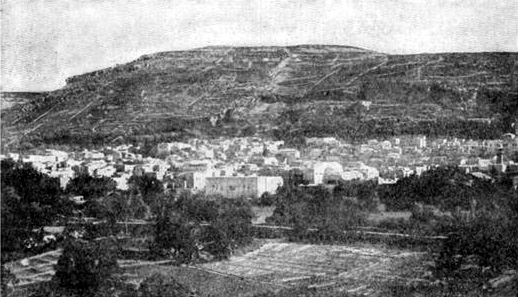
Le mont Gazirim en 1900, vu depuis Naplouse.

Malgré la destruction du temple, la montagne est restée le centre religieux des Samaritains jusqu'à nos jours. C'est ainsi que le grand-prêtre samaritain doit résider autour du mont Garizim. Celui-ci est choisi au sein de la famille (ou « maison ») sacerdotale qui est « supposée descendre du fils de Aaron, frère de Moïse ».

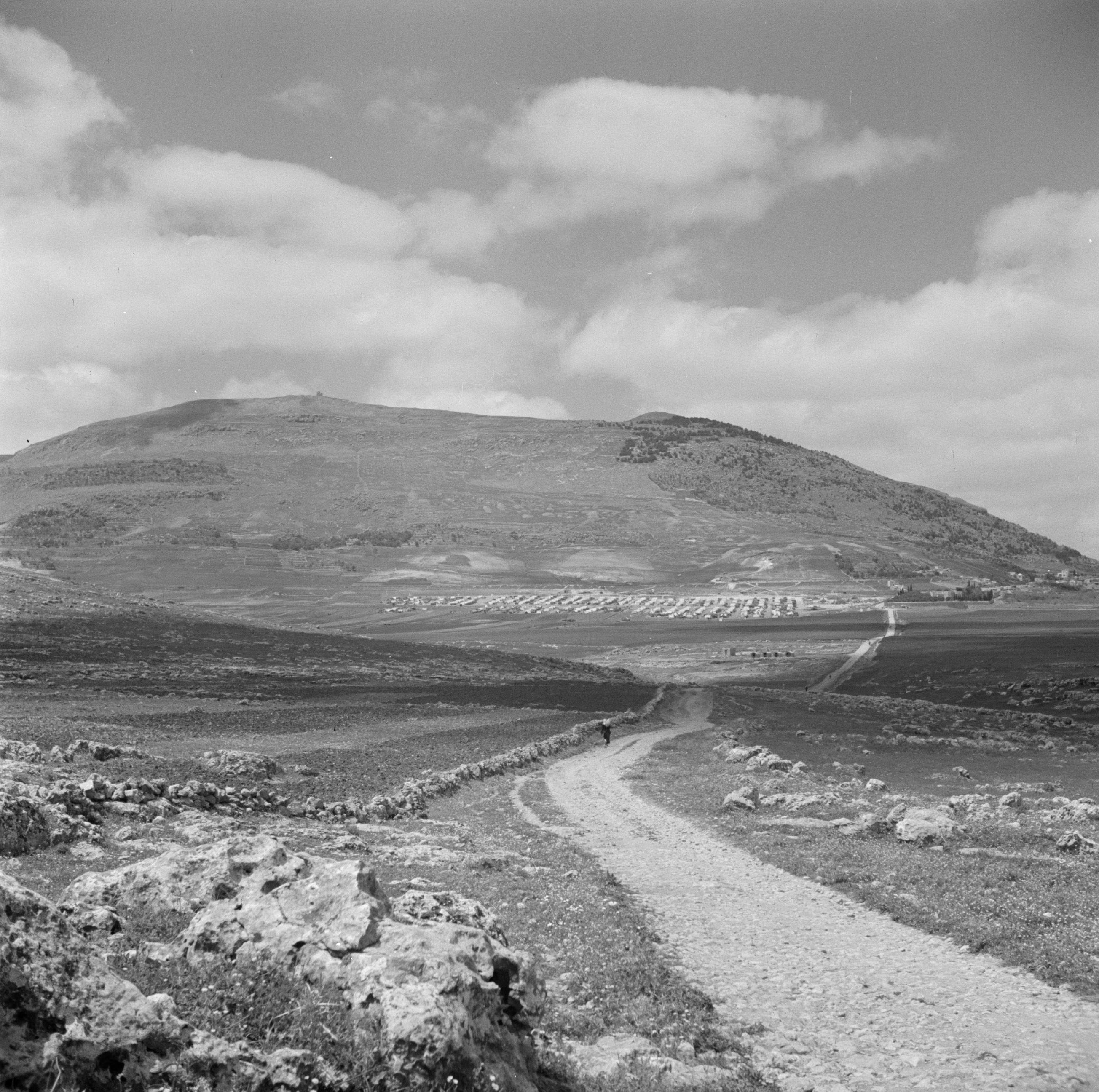
Le mont au dessus du camp de réfugiés palestiniens de Balata, en 1950.

Les Samaritains vivaient quasiment tous il y a une centaine d'années dans un quartier de Naplouse (l'ancienne Shechem), en Cisjordanie, en dessous du mont, sur lequel ils n'avaient pas de droits particuliers. Le roi Hussein de Jordanie acheta des terres sur le mont Garizim, qu'il remit à la communauté samaritaine. Celle-ci y construisit un village du nom de Kiryat Luza (en). La zone est aujourd'hui le centre de la vie spirituelle de toute la communauté. À ce titre, le grand-prêtre y réside. Pour les Samaritains, la décision de Hussein de Jordanie a donc été particulièrement importante et positive. Le village comprend des habitations, un centre communautaire, une synagogue. Tous les habitants samaritains de Naplouse ne vivent pas à Kiryat Luza, mais sous la pression des deux Intifada, beaucoup se sont repliés dans la zone plus calme du mont Garizim.
Les Samaritains de Cisjordanie parlent arabe dans la vie quotidienne, et utilisent une forme particulière d'hébreu pour la liturgie religieuse : l'hébreu samaritain.
Le mont Garizim est cité dans les visions de Catherine Emmerich.
Depuis 1967, le mont Garizim est situé en zone C, territoire palestinien entièrement contrôlé par Israël.